# 104
Secole: Secolul I - Secolul al II-lea - Secolul al III-lea
Decenii: Anii 50 Anii 60 Anii 70 Anii 80 Anii 90 - Anii 100 - Anii 110 Anii 120 Anii 130 Anii 140 Anii 150
Ani: 99 | 100 | 101 | 102 | 103 | 104 | 105 | 106 | 107 | 108 | 109

## Nașteri
- Gaius Appuleius Diocles, sportiv roman (curse de care), (d. 146)